# Gabrielle Giffords
Gabrielle Giffords (Tucson, Arizona, 8 de juny de 1970) és una política estatunidenca, membre de la Cambra de Representants dels Estats Units pel 8è districte d'Arizona. El 8 de gener del 2011 va ser víctima d'un atemptat en el qual van morir sis persones durant una reunió a la seva ciutat de naixença.
Està casada amb l'astronauta Mark Kelly.

## Carrera política
Giffords va entrar a la Cambra de Representants el gener de 2007; sempre s'ha mostrat partidària de la reforma migratòria, de la investigació amb cèl·lules mare i de les energies alternatives.
És membre del sector moderat del Partit Demòcrata, sector també conegut com els "nous demòcrates" o "gossos blaus" (aquesta última expressió no té cap connotació despectiva, sinó que és part del vocabulari de la política nord-americana).

## Atemptat
El 8 de gener de 2011 —tres dies després de prendre possessió del seu càrrec a la 112a legislatura davant el nou President de la Cambra de Representants, John Boehner— a les 10.00h (UTC-7) la legisladora demòcrata Gabrielle Giffords va resultar ferida després d'un tiroteig a la ciutat de Tucson, en un incident en el qual van morir sis persones. Hi va haver a més diversos ferits, entre ells membres del seu gabinet.
Tot i que diverses informacions van apuntar al principi que la congressista havia mort, un portaveu del Centre Mèdic Universitari de Tucson va confirmar que encara seguia amb vida.
El responsable del tiroteig, que segons la cadena de televisió CNN va ser detingut, va disparar contra Giffords des de curta distància quan aquesta es dirigia a un grup de simpatitzants a l'exterior d'un supermercat Safeway. El canal de televisió Fox News va indicar que tres col·laboradors de Giffords també van rebre impactes de bala.